# Коломбо, Фелипе
Фелипе Коломбо (исп. Felipe Colombo; род. 8 января 1983, Мехико) — аргентинский актёр и певец. Известен, прежде всего, ролью Мануэля Агирре (Manuel Aguirre) в популярном молодёжном сериале «Мятежный дух». Вместе с другими главными героями телесериала был участником поп-группы Erreway.

## Биография
Родился 8 января 1983 года в Мехико в семье Хуана Карлоса Коломбо и Патрисии Эгийи. У актёра также имеется сестра и брат. В кино с 1992 года, первой ролью юного актёра была роль Фелипина в мексиканском телесериале «Дедушка и я». С тех пор он снялся в более чем 43 проектах.
После несколько лет перерыва он получил роль мексиканца Мануэля Агирре, приехавшего в Буэнос-Айресв, в аргентинском сериале «Мятежный дух», который принёс ему международную известность. Вместе с коллегами по сериалу он стал участником группы Erreway. Группа выпустила несколько успешных альбомов и участвовала в гастролях, включая туры по Испании.
Фелипе также снялся в фильме «Четыре дороги» (2004) вместе с коллегами по Erreway — Камилой Бордонаба, Бенхамином Рохасом и Луисаной Лопилато. После завершения проекта Erreway, Фелипе вместе с Бенхамином Рохасом и Вилли Лоренцо основали группу RoCo, которая выпустила альбом в 2021 году.

## Личная жизнь
Фелипе был в отношениях с Луисаной Лопилато, коллегой по сериалу «Мятежный дух» и группе Erreway. Их отношения продлились 3 года, после чего они печально расстались. А всё произошло из-за плёнки, которую показали в эфире. На этой плёнке, снятой скрытой камерой, Фелипе и Луисана были застигнуты в страстных поцелуях. После их расставания он встречался с моделью Сесилией Бонелли. А в настоящее время Фелипе живёт с Сесилией Коронадо, которая 3 ноября 2009 года родила ему дочь Аврору.
Фелипе Коломбо продолжает активно работать в кино и на телевидении, а также заниматься музыкой, оставаясь популярной фигурой в Аргентине и за её пределами.

## Работы

### Фильмография
| Год       | Русское название                           | Оригинальное название              | Роль               |
| --------- | ------------------------------------------ | ---------------------------------- | ------------------ |
| 2008      | Одинокие в городе                          | Solos en la ciudad                 | Сантьяго           |
| 2008      | Призрак Буэнос-Айреса                      | Fantasma de Buenos Aires           | Фелипе             |
| 2007-2008 | Семейство Фьерро (сериал)                  | Son de Fierro                      | Луис 'Лучо' Фьерро |
| 2006      | Тростник. Представление                    | Cañitas. Presencia                 | Эммануэль          |
| 2004      | Четыре дороги                              | Erreway: 4 caminos                 | Мануэль            |
| 2004      | Флорисьента (сериал)                       | Floricienta                        | Мики               |
| 2002-2003 | Мятежный дух (сериал)                      | Rebelde Way                        | Мануэль Агирре     |
| 2001      | Детвора: Уголок света                      | Chiquititas: Rincón de luz         | Фелипе Мехия       |
| 1999      | Паж                                        | El paje                            | Мальчик            |
| 1995      | Кинза и петрушка                           | Cilantro y perejil                 | Карлитос           |
| 1998-2001 | Детвора (сериал)                           | Chiquititas                        | Фелиппе Мехия      |
| 1994      | Розовые кружева                            | Agujetas de color de rosa (сериал) | Луисито Давилья    |
| 1992      | Лунная соната                              | Sonata de luna                     | Мальчик            |
| 1992      | Дедушка и я (сериал)                       | El abuelo y yo                     | Фелипин            |
| 1996      | Женщина: случаи из реальной жизни (сериал) | Mujer, casos de la vida real       | Ребёнок            |

### Дискография
Erreway
- 2002: Señales
- 2003: Tiempo
- 2004: Memoria
- 2006: Erreway en Concierto
- 2006: El Disco de Rebelde Way
- 2007: Erreway presenta su caja recopilatoria
- Нет данных: Vuelvo

Саундтреки
- 1999: Chiquititas 1999
- 2000: Chiquititas 2000
- 2001: Chiquititas 2001
- 2007: Son de Fierro